# Мост Ли Сунсин
Мост Ли Сунсин(кор. 이순신대교) — висячий мост, пересекающий гавань, расположенный на южном побережье Корейского полуострова и соединяющий Кванъян и Йосу; 6-й по длине основного пролёта висячий мост в мире (1-й в Южной Корее). Является частью дороги к промышленному комплексу Йосу. Мост назван в честь корейского флотоводца Ли Сунсина.
Мост спроектирован  компанией Yooshin corporation, а построен — Daelim Industrial Co. 12 мая 2012 года мост был открыт для движения. Мост Ли Сунсин проходит через такие районы (с севера на юг) Чун-дон (северный подход) в городе Кванъян и Кымхо-дон, Мёдо-дон (на острове), Вольхо-дон (южный подход) в городе Йосу.
Высота моста составляет 270 метров.